# ۶۷۳ (قمری)
۶۷۳ (قمری)، ششصد و هفتاد و سومین سال در گاهشماری هجری قمری است. اول محرم این سال برابر با هفتم ژوئیه سال ۱۲۷۳ میلادی است.